# Chrosiothes silvaticus
Chrosiothes silvaticus là một loài nhện trong họ Theridiidae.
Loài này thuộc chi Chrosiothes. Chrosiothes silvaticus được Eugène Simon miêu tả năm 1894.